# Hans L. Reineke
Hans Emil Ludwig August Reineke (* 24. Januar 1897 in Charlottenburg; † 28. Juli 1968) war Bundesleiter des Deutschen Republikanischen Pfadfinderbundes (DRP). Er stand Verfolgten nach seinen Möglichkeiten bei und verhalf einigen Menschen zum Untertauchen und zur Flucht.

## Leben
Hans L. Reineke war das uneheliche Kind der Angestellten Anna Cermak aus Berlin sowie des Brauereiunternehmers Emil Sanzenbacher aus Odessa, der aus einer dort im 19. Jahrhundert eingewanderten Familie aus Württemberg stammte. Reineke erhielt später den Familiennamen seiner Adoptiveltern Oskar und Frieda Reineke aus Grasbeck bei Walsrode, wo er in bürgerlichen Verhältnissen aufwuchs.
Nach Ende der Realschulzeit meldete sich Reineke als Kriegsfreiwilliger an die Front, wurde 1915 schwer verwundet und konnte aus russischer Kriegsgefangenschaft in die Türkei und weiter nach Berlin entkommen. Bei seiner Arbeit im Leutnantsrang im dortigen Kriegsministerium lernte er Gustav Steinbömer (Pseudonym: Gustav Hillard) kennen, der ihn beeindruckte und förderte.
Schon vor 1914 hatte Reineke in Kreisen der deutschen Jugend- und Wandervogelbewegung Freunde gewonnen. 1913 war er Teilnehmer am  Ersten Freideutschen Jugendtag auf dem Hohen Meißner, 1923 Miteinberufer des zweiten Meißnertages. Seine bündischen Verbindungen reichten in verschiedene europäische Länder.
Gleich nach dem Krieg absolvierte er in Hamburg eine kaufmännische Ausbildung und gründete schon 1922 zusammen mit seinem Freund Erich Weill die Firma Weill & Reineke. In dieser Handels- und Produktionsfirma für technischen Bedarf wurden immer wieder Freunde aus der Jugendbewegung eingestellt und so vor Arbeitslosigkeit bewahrt und später auch vor Verfolgung geschützt.

## Wirken
Reineke verstand sich als Sozialdemokrat und ging nach der Machtergreifung der Nazis in die innere Immigration. Er hielt jedoch Kontakt zu seinen Freunden und half, wo er konnte. Seine Aktivitäten tarnte er, indem er als Kriegsversehrter heimatdienstliche Aufgaben übernahm.
So verhalf Reineke 1938 seinem jüdischen Mitarbeiter Horst Brauer zur Ausreise nach Brasilien. Dessen alleinerziehende Mutter Clara Brauer konnte Reineke indessen vor der Verschickung und Ermordung in Minsk nicht bewahren. Die ARD-Dokumentation von Gabriele Rose „Aracy – Der Engel von Hamburg“ erzählt die Geschichte aus der Sicht der Kinder der Geretteten in Südamerika. Der Mutter eines anderen Freundes ermöglichte Reineke die Auswanderung nach Argentinien.
Reineke selbst wurde 1943 wegen seines Kontaktes nach Theresienstadt zum Pfadfinderfreund Walter Bacher im KZ Fuhlsbüttel inhaftiert. Wegen Krankheit und weil er beim Wiederaufbau der zerbombten Firma unabkömmlich war, wurde er aber bald wieder entlassen.
Erst nach 2003 wurde durch das Buch Nuit d’enfer à Hambourg („Höllennacht in Hamburg“) des in der Vendée lebenden Franzosen Louis Deslandes bekannt, dass Reineke im Juli 1943 nach der Bombardierung von Altona zwei versprengten französischen Zwangsarbeitern durch Unterbringung und die Ausstattung mit Beglaubigungsschreiben die Flucht und Rückkehr nach Frankreich angebahnt hatte.
Nach Kriegsende wurde Reineke daher gern für die Ausstellung sogenannter „Persilscheine“ in Anspruch genommen. Nachbarn erhofften sich von Reineke Zeugenschaft über die Unbedenklichkeit ihrer Nazi-Vergangenheit.
Ebenfalls in der Nachkriegszeit startete Reineke eine „Schuhaktion“: Amerikanische Freunde sammelten und verschifften getragene, aber noch brauchbare Schuhe, die an Bedürftige, vor allem an Flüchtlinge aus den Nissenhütten, verteilt wurden. Auch war Reineke in dieser Zeit an der Gründung eines Schullandheims für die Hirtenweg-Schule in Hamburg-Othmarschen beteiligt.
Daneben wirkte Reineke zusammen mit Kajus Roller an der Wiedererstehung eines demokratisch orientierten Pfadfinderwesens in der jungen Bundesrepublik mit.
In den 1960er-Jahren setzte sich Reineke im Zusammenwirken mit Gleichgesinnten verschiedener politischer Couleurs wie den Historikern Hans Joachim Schoeps und Arnulf Baring, dem Maler Tom Hops sowie dem Juristen Dietrich Rollmann vehement für die Abschaffung des § 175 StGB bei Wahrung des Schutzes Minderjähriger ein.
Vor allem aber war er Mittelpunkt eines großen Kreises von Freunden unterschiedlichen Alters, in dem über Politik, Kultur und Geschichte diskutiert wurde. Seine Grundsätze in Bezug auf Demokratie und Menschlichkeit, seine Sicht auf die Bundesrepublik und seine Offenheit für Probleme und das Leben in anderen Weltregionen prägten die Ansichten einer Gruppe Jüngerer fürs Leben.
Reineke war verheiratet und hatte zwei Kinder. Er starb im Juli 1968 und wurde auf dem Friedhof Öjendorf in Hamburg bestattet.